# Liderança FM Senhor do Bonfim
Liderança FM Senhor do Bonfim é uma emissora de rádio brasileira, afiliada a Rede Liderança Sat e opera na frequência de 103.3 MHz, suas sede e torre ficam localizada na cidade de Jaguarari, mas a rádio tem o seu foco na cidade de Senhor do Bonfim. Foi fundada em 27 de abril de 1987 como Jaguarari FM, posteriormente afiliou-se à Rede Liderança Sat.

## História
Em 24 de abril de 2011, o sistema irradiante da emissora foi vítima de criminosos. Os invasores teriam serrado os portões e incendiado a sala que abrigava os transmissores, danificados pelas chamas. Eles ainda teriam arrancado 84 parafusos da base de sustentação da torre de transmissão. “Foi um milagre ela não ter vindo abaixo”, contou o radialista e sócio-proprietário,  Everton Carvalho Rocha (ex-prefeito de Jaguarari).
No dia 20 de maio de 2011, o até então presidente da Câmara de Jaguarari, Lourival Almeida Sandes (PSDB), conhecido como Louri da Barrinha, invadiu o estúdio armado e agrediu com tapas, socos e empurrões o apresentador e sócio da emissora, Everton Rocha. Ainda segundo o Rocha, até a comunicadora, que passou a apresentar o Jornal Meio Dia, foi ameaçada, "durante a apresentação, ela recebeu um telefonema dizendo para deixar o local de trabalho, porque, se não, iriam fazer com que ela engolisse o microfone e o celular”, denunciou o mesmo. Outro locutor da emissora, Geraldo Santos também prestou queixa após receber uma ligação com ameaças de morte contra ele e o seu filho.